# Мошкасы
Мошкасы́ (чув. Мошкасси) — деревня в Чебоксарском районе Чувашской Республики. Входит в состав Синьяльского сельского поселения.

## География
Находится в северной части Чувашии на расстоянии приблизительно 5 км на северо-восток по прямой от районного центра поселка Кугеси.

## История
Деревня известна с XVIII века как выселок села Писарина (ныне Чемурша), в XIX веке в состав деревни вошла деревня Елдашева, известная с 1721 года, когда в ней было 65 жителей мужского пола, а в 1795 году 11 дворов, 59 жителей. В 1858 году в деревне Мошкасы было учтено 105 жителей, в 1897—240, в 1926 — 67 дворов, 309 жителей, 1939—248 жителей, в 1979—238. В 2002 году был 61 двор, в 2010 — 60 домохозяйств. В период коллективизации был организован колхоз «Шеф НКЗ», в 2010 году действовал СХПК им. Кадыкова.

## Население
Постоянное население составляло 162 человека (чуваши 97 %) в 2002 году, 172 в 2010.